# Microcoelia exilis
Microcoelia exilis är en orkidéart som beskrevs av John Lindley. Microcoelia exilis ingår i släktet Microcoelia och familjen orkidéer. Inga underarter finns listade i Catalogue of Life.

## Bildgalleri

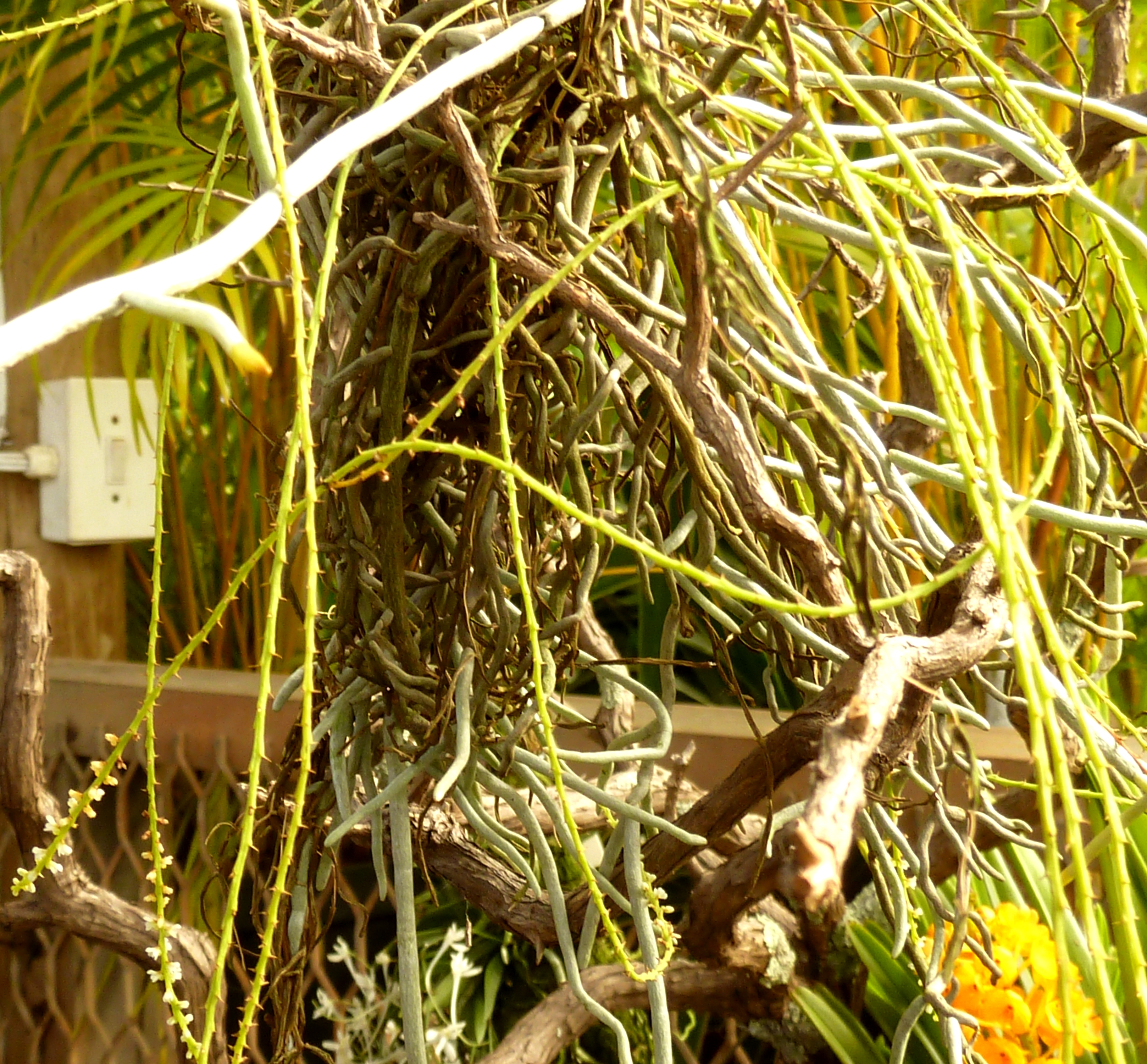
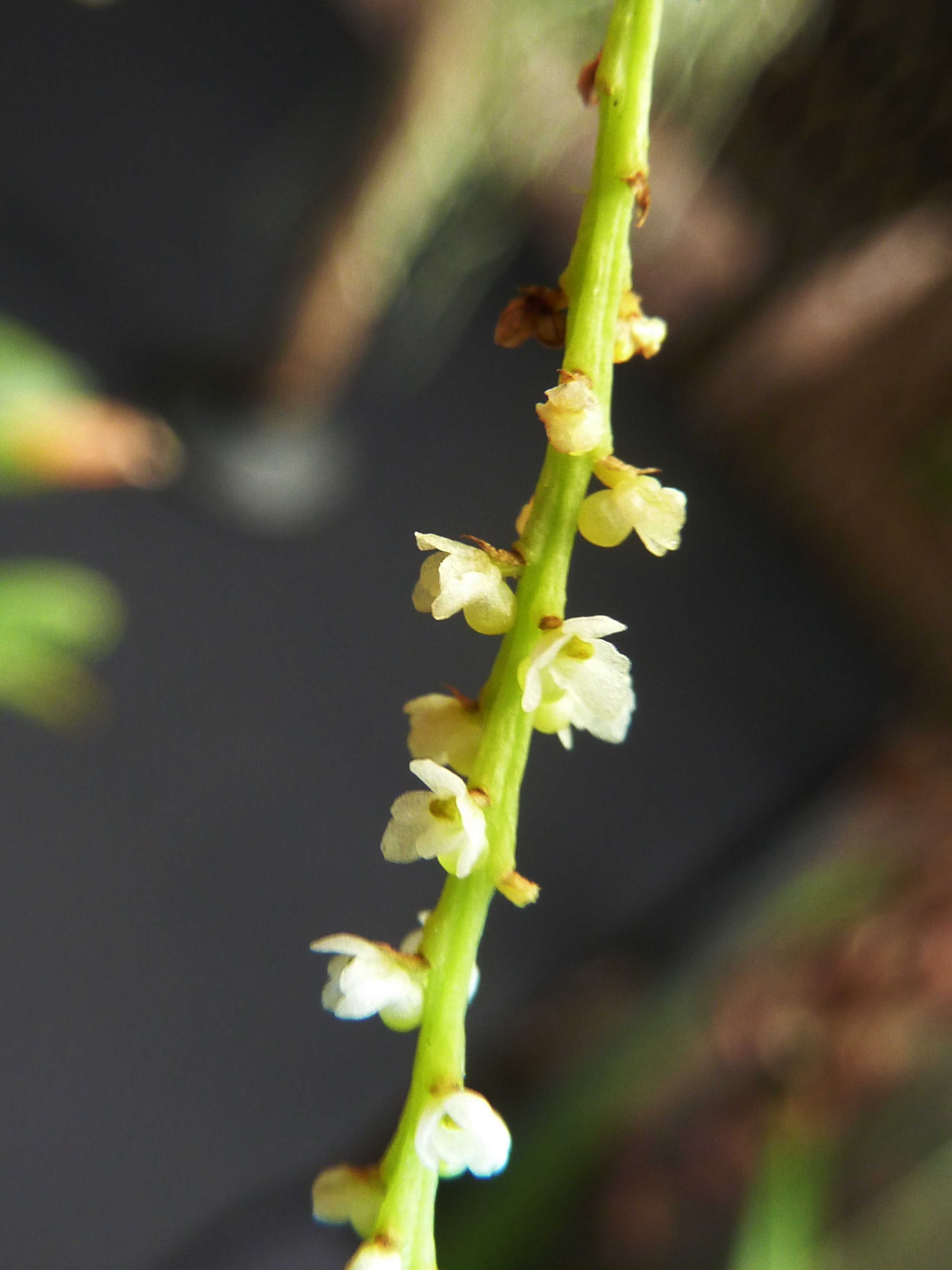